# Volksraadpleging
Een volksraadpleging of referendum is het voorleggen van een vraag met betrekking tot wetgeving aan de kiesgerechtigden in een land of een bepaald gebied. Dit voorleggen gebeurt door een bepaalde overheid (al of niet in opdracht van de desbetreffende bevolking). Net als bij verkiezingen komen de kiesgerechtigden naar het stembureau of stemmen op afstand en maken hun keuze met betrekking tot de vraag.
Wanneer de overheid juridisch niet verplicht is de uitslag te respecteren, spreken we van een volksraadpleging. Wanneer de uitslag bindend is spreekt men van een referendum.

## Soorten
Er zijn verschillende soorten volksraadplegingen of referenda:
- Referenda kunnen bindend of niet bindend zijn. Bij een bindend referendum wordt, meestal bij een hogere dan een vooraf vastgestelde minimale opkomst, de uitslag overgenomen. Bij een niet bindend of adviserend referendum wordt de uitslag beschouwd als een advies aan de volksvertegenwoordiging en kan het overgenomen worden. Dat is meestal ook het geval.

Dan zijn er nog soorten referenda afhankelijk van het onderwerp of de procedure:
- Een raadplegend referendum is een door de politiek aangevraagd referendum. Dat kan door het bestuur zijn of door de volksvertegenwoordiging.
- Een correctief referendum is een door de bevolking aangevraagd referendum waarbij gestemd wordt over een reeds genomen besluit van de volksvertegenwoordiging. Het kan al of niet bindend zijn. In het laatste geval is het een correctief raadgevend referendum
- Een keuzereferendum is een referendum waarbij niet voor of tegen een bepaald voorstel gestemd kan worden, maar gekozen kan worden tussen alternatieven. Dat kan zijn aansluiting bij de ene of de andere gemeente, bouwplan A of bouwplan B, of een burgemeestersreferendum, zoals het burgemeestersreferendum in Nederland.
- Een volksinitiatief is de mogelijkheid voor burgers zelf iets op de politieke agenda te zetten. Vaak wordt geëist dat een minimaal aantal mensen dit initiatief ondersteunen.

## Landen
Onder meer de volgende landen kennen een referendum:
Australië, België, Brazilië, Canada, Chili, Costa Rica, Denemarken, Egypte, Frankrijk, Hongkong, IJsland, Irak, Iran, Ierland, Italië, Kroatië, Malta, Moldavië, Marokko, Nieuw-Zeeland, Noorwegen, Papoea-Nieuw-Guinea, Pakistan, Portugal, Puerto Rico, Roemenië, Servië, Singapore, Slovenië, Spanje, Taiwan, Thailand, Turkije, Uruguay, Verenigd Koninkrijk, Verenigde Staten, Zweden en Zwitserland.
In Zwitserland heeft men de meeste ervaring opgedaan met referenda, die in de Grondwet (Bundesverfassung) zijn vastgelegd (zie Referendum in Zwitserland).

## België
In België nemen de meeste rechtsgeleerden aan dat referenda in principe niet verenigbaar zijn met de soevereiniteit van de natie zoals geconcipieerd door de Grondwet. Dit standpunt kreeg in 1985 groot gewicht door adviezen van de Raad van State, hoewel het op historische gronden wordt gecontesteerd. De grondwetgever is tussengekomen door volksraadplegingen expliciet mogelijk te maken, eerst in 2005 voor aangelegenheden van gemeentelijk, bovengemeentelijk of provinciaal belang (art. 41 GW) en dan in 2014 – als onderdeel van de zesde staatshervorming – voor gewestelijke materies (art. 39bis GW). Doorgaans wordt aangenomen dat referenda op federaal niveau ongrondwettig zijn, al wordt ook de mogelijkheid van niet-bindende volksraadplegingen verdedigd en zelfs een algemene geoorloofdheid.

### Vlaanderen
In tegenstelling tot de politieke verkiezingen is deelname aan een volksraadpleging in Vlaanderen niet verplicht. Oorspronkelijk was een opkomst van 40% vereist voor een geldige volksraadpleging. In het nieuwe gemeentedecreet en provinciedecreet is de minimale opkomst verlaagd. Afhankelijk van het aantal inwoners moet het aantal uitgebrachte stemmen minstens 10 à 20% zijn van het totaal aantal inwoners om de uitgebrachte stemmen te mogen tellen. Alle inwoners ouder dan 16 jaar zijn stemgerechtigd. De uitslag van een volksraadpleging is in Vlaanderen niet bindend.
Het gemeentelijk referendum wordt in Vlaanderen geregeld door art 305 e.v. van het Decreet Lokaal Bestuur.
Het provinciaal referendum wordt geregeld door art. 198 e.v. van het provinciedecreet en art. 159 Decreet houdende wijziging van diverse bepalingen van het Provinciedecreet van 9 december 2005.
Volksraadplegingen
- Op 13 oktober 1996 werd de allereerste volksraadpleging in Vlaanderen gehouden te Genk, de tweede in België (na Ath). Deze volksraadpleging handelde over het Fenix-project dat destijds voorzien werd op de mijnterreinen van Waterschei en kwam er dankzij de VLD-oppositie in de Genkse gemeenteraad, die voldoende handtekeningen wist te verzamelen om deze volksraadpleging te laten doorgaan. Omdat 37% van de kiesgerechtigden zijn stem kwam uitbrengen en de vereiste 40% niet werd gehaald, werd het resultaat niet bekendgemaakt. Het Fenixproject ging uiteindelijk niet door omdat de socio-economische vergunning werd geweigerd.

- Op 14 december 1997 werd in Gent als gevolg van burgerinitiatief een volksraadpleging georganiseerd over de geplande bouw van de ondergrondse parkeergarage in het stadscentrum. 41,12% van de 168.000 kiezers bracht een stem uit en daarvan stemde 95% tegen de parkeergarage.

- Op 28 juni 1998 werd in Sint-Niklaas een volksraadpleging gehouden over de bouw van een ondergrondse parkeergarage op de Grote Markt. 40,28% (20.888) van de 51.858 kiesgerechtigden kwam opdagen en hiervan stemde 92% (19.217) tegen de bouw. Tijdens een parlementair debat in oktober 2009 verklaarde Lieven Dehandschutter (N-VA) dat hij destijds als schepen huiverig was tegen deze volksraadpleging. Tevens merkte hij op 'dat de voorstanders toen het project hebben gekelderd, want als ze zouden zijn thuisgebleven, was de volksraadpleging ongeldig geweest'.[5]

- Op 28 juni 1998 werd in Boechout een volksraadpleging gehouden over de bouw van een bibliotheek. 49,5% (4.404) van de 8.897 kiesgerechtigden kwam opdagen en hiervan stemde 72,7% (3.204) tegen de bouwplannen voor de bibliotheek. Het gemeentebestuur had eerder aangekondigd dat ze slechts zou afzien van haar plannen als 40% van alle kiesgerechtigden 'neen' zouden stemmen en ging dus door met het project.

- Op 9 juni 2002 werd er wederom een volksraadpleging gehouden in Genk, ditmaal op vraag van de VLD- en de SPa-oppositie in de Genkse gemeenteraad. Deze volksraadpleging handelde over het nieuwe in te richten stadsplein waarop een schouwburg, een ondergrondse parkeergarage, een winkelcentrum, een bibliotheek en een jeugdcentrum voorzien werden. Ditmaal kwamen wel voldoende stemgerechtigden hun stem uitbrengen zodat de uitslag bekendgemaakt mocht worden. De Genkse bevolking wees de plannen af, vooral doelend op de voorziene schouwburg. De CD&V-meerderheid kon niet anders dan haar huiswerk opnieuw te doen en de plannen aan te passen. De aangepaste plannen zijn intussen gerealiseerd en de schouwburg verhuisde uiteindelijk naar C-Mine op de mijnterreinen van Winterslag.

- In Mechelen verzamelde het actiecomité Diftar in januari 2005 8.668 handtekeningen voor het afdwingen van een volksraadpleging over het gebruik van zak of bak voor de afvalophaling. Op 22 januari 2005 stelde burgemeester Somers de actiegroep voor om samen in een werkgroep te zoeken naar de beste oplossing. De actiegroep besloot dat door dit voorstel er niet langer een bestuurlijke veto was tegen de gelijktijdige ophaling van bak en zak. Er werd geen volksraadpleging georganiseerd.

- Op 24 april 2005 werd in Assenede gepeild naar de mening van de inwoners over de inplanting van een te bouwen sporthal. 1.490 kiezers of 11,04% van de 13.495 kiezers brachten hun stem uit. De stemmen werden niet geteld omdat minder dan 20% van de kiezers deelnam aan de volksraadpleging. Burgemeester De Coninck beschouwde de lage opkomst als een duidelijk signaal in de richting van de verkozenen dat enkel zij verantwoordelijk zijn om een geschikte plaats te kiezen voor de bouw van de sporthal.

- Op 14 december 2008 werd in Lier een volksraadpleging georganiseerd over de heraanleg van de Grote Markt. 36,9% van de kiezers bracht een stem uit en 55% stemde niet in met het voorgestelde plan.

- Op 18 oktober 2009 werd in Antwerpen een volksraadpleging georganiseerd als gevolg van een burgerinitiatief van de actiegroep Ademloos over het advies van de stad over de bouw van de Oosterweelverbinding op het BAM-tracé. De actiegroep Ademloos en het burgercollectief stRaten-generaal drongen erop aan dat ook een vraag zou gesteld worden over een alternatieve tunneloplossing. Dit zou volgens hen de bevolking ook de kans bieden om zich positief uit de drukken tijdens de volksraadpleging. De gemeenteraad van Antwerpen besliste op 3 september 2009 enkel een vraag te stellen over het BAM-tracé. 35% van de kiezers bracht een stem uit en 59,24% van de kiezers oordeelde dat de stad een negatief advies diende te leveren voor de bouwvergunningsaanvraag voor het voorliggend BAM-tracé van de Oosterweelverbinding. Journalist Bart Brinckman trok de legitimiteit van de volksraadpleging in twijfel. "Op de keper beschouwd heeft 20% van de Antwerpenaren neen gezegd en 14% ja" schreef hij in zijn openingsstuk. “Twintig procent van de Antwerpenaren kantte zich tegen de Lange Wapperbrug. Haast 80 procent heeft er geen probleem mee of vond het onderwerp niet belangrijk genoeg voor een wandeling naar het kieslokaal.", oordeelde hij die dag in een volgend stuk. Op 21 juli 2010 ontvingen de beide actiegroepen de Gentse Prijs voor de Democratie. De jury van de organiserende lokale actiegroep oordeelde dat de beide organisaties aantoonden hoe het mogelijk is om, in tijden waar iedereen de mond vol heeft van de apathische burger, de democratie te versterken.

- Op 1 september 2013 is er in Sint-Niklaas een volksraadpleging georganiseerd over de vraag 'Moet het stadspersoneel instaan voor de huis-aan-huisophaling van het restafval?'. Dit referendum werd door de vakbonden aangevraagd met 9.254 handtekeningen (7.325 waren vereist).[6] Er kwamen ongeveer 17% van de kiesgerechtigden stemmen. Hiervan stemde 84% 'ja'. Het stadsbestuur besloot op basis van de opkomst om de resultaten van dit referendum te negeren.[7]

- Op 24 september 2017 wordt in Zingem een gemeentelijke volksraadpleging gehouden over de vraag ‘Bent u voor een fusie met de gemeente Kruishoutem vanaf 1 januari 2019?'. Deze raadpleging werd door oppositiepartij Open Vld Zingem aangevraagd met 1.515 handtekeningen (1.505 waren vereist)[8]. De voornaamste motivering bestond erin dat in het verkiezingsprogramma van de meerderheidspartijen CD&V en sp.a Zingem (Samen) voor de gemeenteraadsverkiezingen van 14 oktober 2012 geen sprake was van een mogelijke fusie tussen de gemeenten Kruishoutem en Zingem. Op basis van het advies van de Vlaamse Adviescommissie voor Volksraadplegingen van 3 oktober 2016 werd besloten dat het beoogde fusieproject tussen de gemeenten Kruishoutem en Zingem behoort tot het gemeentelijk belang van die gemeenten en dat de vraag met betrekking tot de voorgenomen volksraadpleging bijgevolg ontvankelijk was[9]. Hierover mocht aldus een volksraadpleging worden georganiseerd. Open Vld Zingem had eerst op de gemeenteraadszitting van 13 oktober 2016 voorgesteld dat de gemeenteraad zou beslissen om de inwoners van de gemeente op eigen initiatief te raadplegen over deze aangelegenheid van gemeentelijk belang, maar CD&V en sp.a Zingem (Samen) stemden dit voorstel meerderheid tegen minderheid weg. Hierna startte Open Vld Zingem zelf een handtekeningenactie om op verzoek van de inwoners van de gemeente (20%) een gemeentelijke volksraadpleging te houden.
- Op 8 oktober 2023 werd in Gent een gemeentelijke volksraadpleging gehouden over betaalbaar wonen en gemeentelijk publiek vastgoed.[10] Op 15 mei 2023 had de actiegroep 'Te Duur' het verzoek tot volksraadpleging ingediend met meer dan 26.000 handtekeningen.[11] De raadpleging was niet bindend maar thema betaalbaar wonen kwam wel aan bod in kiesprogramma's bij de lokale verkiezingen in 2024.[12]

### Koningskwestie
Een beroemd/berucht Belgisch plebisciet was dat omtrent de Koningskwestie, in 1950 keurde de regering Eyskens een referendum goed, dat de wet op onmogelijkheid tot besturen ophief en zou moeten beslissen over de terugkeer van Leopold III. Dit referendum wees uit dat 57% van de Belgen voor een terugkeer van de koning was. (Al heerst er vaak de foute perceptie dat het hier ging om een stemming met Vlaanderen pro en Wallonië contra, dit is echter ongenuanceerd en niet helemaal correct. Het waren enkel de provincies Luik en Henegouwen (progressief socialistische regio’s) die tegen de terugkeer waren). De koning vond dat dit, ondanks de zeer nipte 57%, een ontegensprekelijke meerderheid was en keerde terug. De regering Eyskens en prins Karel, toenmalig regent en broer van de koning, waren impliciet tegen deze terugkeer omdat ze wisten dat de terugkeer tot groot ongenoegen zou leiden bij een deel van de bevolking. Dat zou het land in gevaar brengen. Zij kozen dus voor de vlucht vooruit, Eyskens bood het ontslag van de regering aan, met de bijbehorende misnoegdheid van het volk. Dit leidde tot rellen en doden met als gevolg dat de positie van Leopold onhoudbaar werd. Uiteindelijk zag Leopold in dat hij nog maar één kans had om de monarchie en daarmee het land te redden: hij trad af en zijn toen nog zeer jonge zoon Boudewijn werd koning.
Dit volksreferendum was een eenmalig gegeven. De bijna faliekante uitkomst van dit referendum voor het land, zou er mede voor zorgen dat dit ineens ook het laatste nationale referendum was. Nu zijn in België niet enkel nog referenda mogelijk op gemeentelijk of lokaal vlak maar ook op Gemeenschap en gewestelijk vlak kunnen sinds de zesde staatshervorming de gewestelijke volksraadpleging regelen. Om de gewestelijke volksraadpleging mogelijk te maken, werd eerst de Grondwet gewijzigd. Art. 39bis GW maakt sinds 6 januari 2014 de gewestelijke volksraadpleging mogelijk na goedkeuring van een bijzondere meerderheidswet.